# Леон Люк Мендонка
Лео́н Лю́к Мендо́нка (англ. Leon Luke Mendonca; род. 13 марта 2006, Гоа) — индийский шахматист, гроссмейстер (2021).

## Биография
Выполнил все три норматива международного мастера всего за 17 дней.
В марте 2020 года у Леона был рейтинг 2418, когда началась пандемия коронавируса. Шахматист вместе с отцом не смог вернуться в Индию. Семья осталась в Европе и до конца года Леон успел отыграть 16 турниров, выполнив две гроссмейстерские нормы с разницей в 21 день.
Последнюю норму шахматист выполнил на Кубке Вергани в Италии, где занял второе место с 6,5 очками. Для того, чтобы у сына была возможность играть в турнирах и получать нормы, отец уволился с работы инженера. Достигнув рейтинга 2500 и выполнив все три нормы гроссмейстера, Леон стал 67-м гроссмейстером Индии в возрасте 14 лет.
Помимо шахмат Леон увлекается игрой на скрипке, по состоянию на 2022 год готовился сдавать экзамен в Тринити-колледже в Лондоне.
На сегодняшний день тренером Леона является гроссмейстер Вишну Прасанна.

## Шахматная карьера

### 2022 год
На чемпионате мира до 20 лет, проходившем в Кала-Гононе (Италия), поделил 1—5-е места, набрав 8 очков из 11.

### 2023 год
Занял первое место в сильном Baku Open — 2023, где участвовало свыше 30 гроссмейстеров. Без поражений, набрав 7 очков из 9, Леон поделил 1—3 место, по дополнительным показателям занял 1-е место, опередив Александара Инджича и Владислава Ковалёва.

### 2024 год
Одержал победу в круговом турнире Spring Chess Classic 2024-A в Сент-Луисе. Средний рейтинг турнира был выше 2600, в нём участвовало 10 шахматистов. Призовой фонд составлял 40 000 $. Леон показал результат 6 из 9, которого было достаточно, чтобы с запасом в пол-очка оторваться от конкурентов и победить.
В январе одержал победу в круговом турнире Tata Steel Chess Challengers, победа в котором даёт право на участие в основном турнире Вейк-ан-Зее. Леон набрал 9,5 очков из 13, сделав всего 3 ничьи за весь турнир.

### Командные соревнования
Участник командных чемпионатов Германии, Турции, Франции.